# Gottfried Nobl
Gottfried Nobl (* 1. Oktober 1923 in Ried im Traunkreis; † 5. Juni 2017 in Linz) war ein österreichischer Architekt und Dombaumeister.

## Leben
Gottfried Nobl studierte von 1945 bis 1950 an der Technischen Hochschule Wien und war dort bis 1954 Universitätsassistent bei Lehmann. 1952 erhielt er ein Rom-Stipendium und arbeitete bei C. Dom. Rossi. 1954 ließ er sich als Architekt in Linz nieder und war zugleich Konsulent für Bauangelegenheiten der Diözese Linz. 1959 wurde er als Nachfolger von Matthäus Schlager Dombaumeister in Linz. Dieses Amt hatte er bis zu seiner Pensionierung im Jahr 2005 inne. Nobl war Mitglied der Künstlervereinigung MAERZ.

## Realisierungen

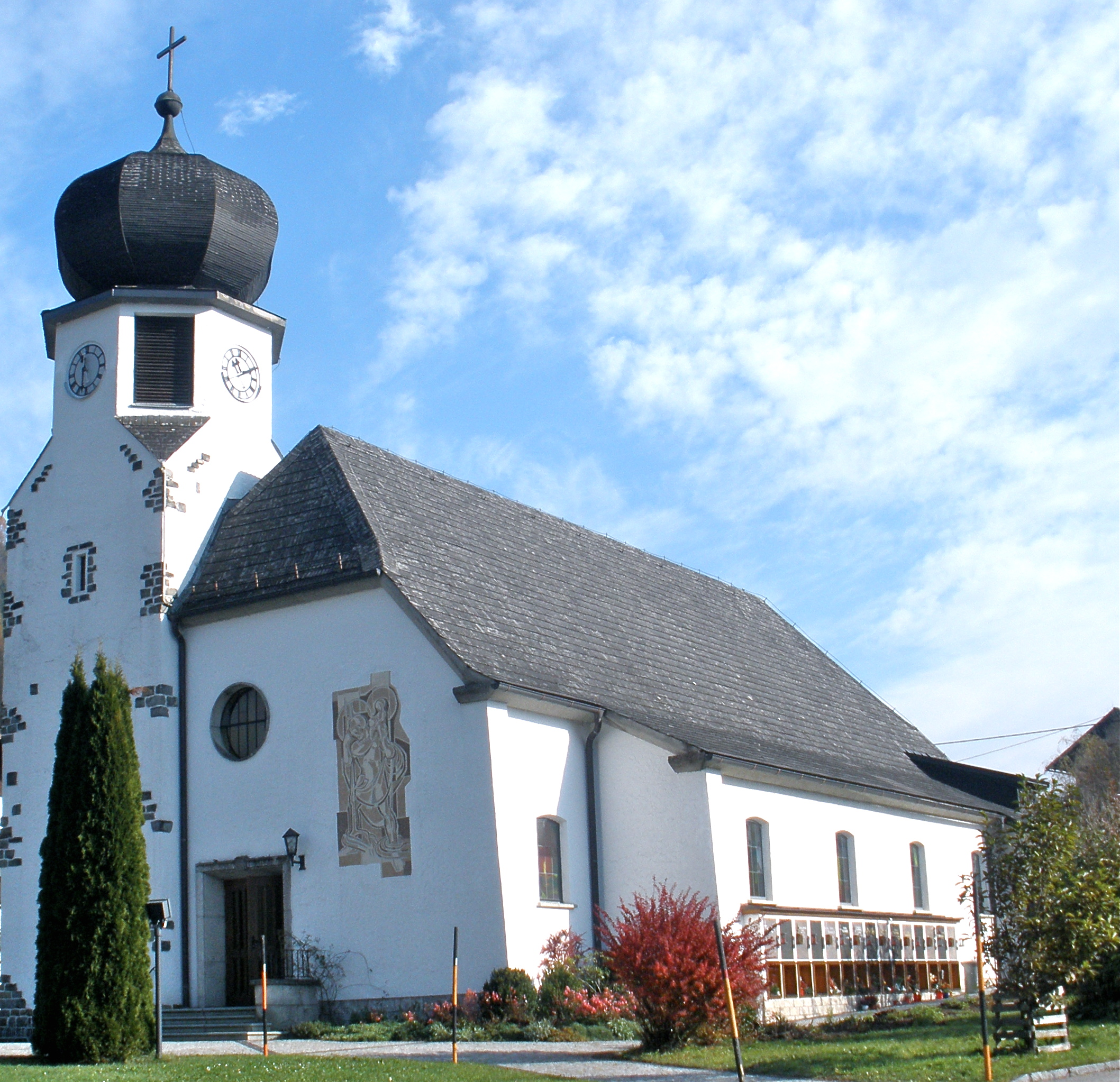
Filialkirche Reindlmühl

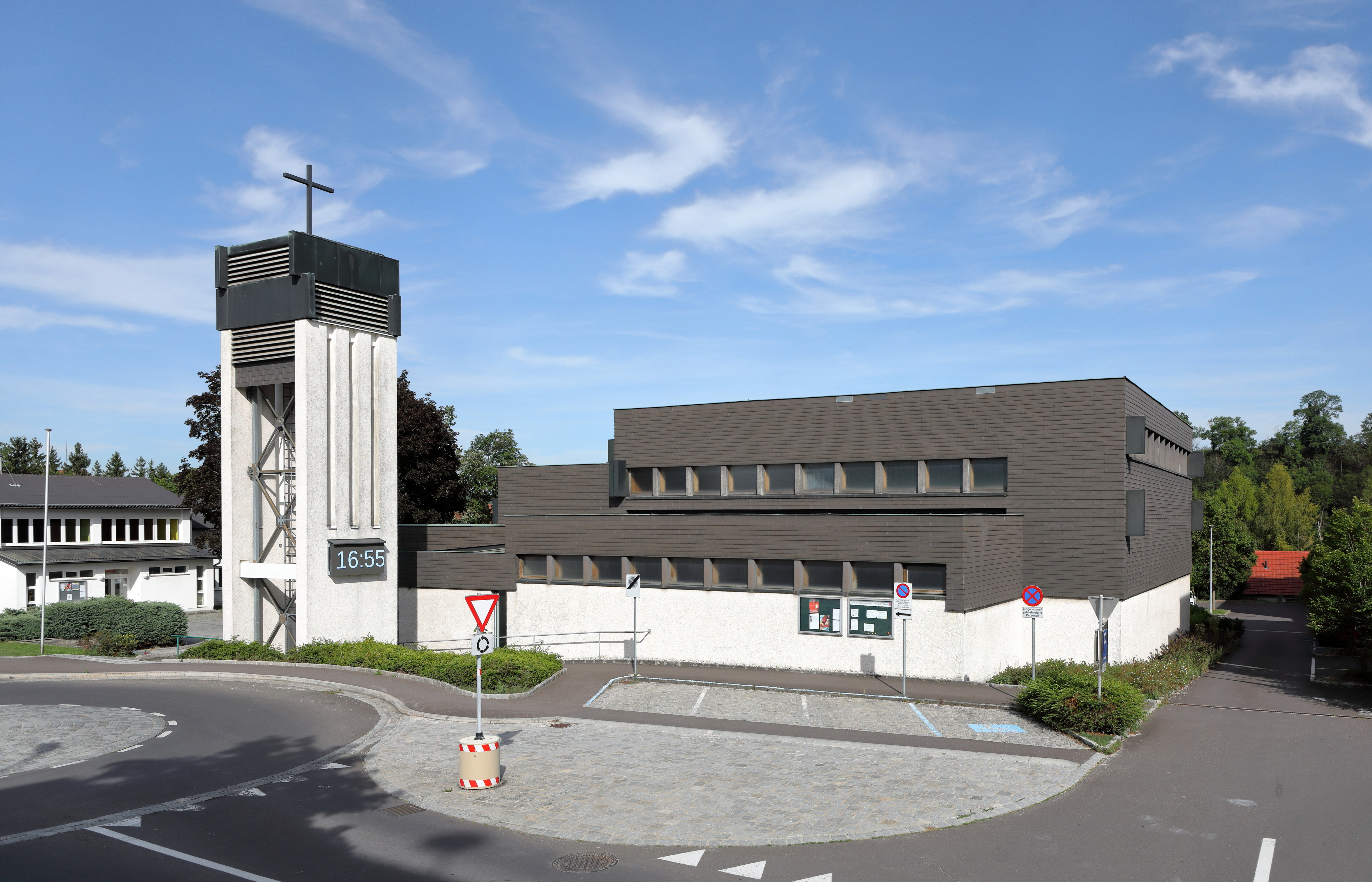
Pfarrkirche hl. Berthold in Neuzeug (1971)

- 1955–1956 Filialkirche Reindlmühl in Altmünster
- 1958–1960 Pfarrkirche Linz-St. Konrad (gemeinsam mit Othmar Kainz)
- 1964–1966 Katholische Pfarrkirche Timelkam
- 1969–1971 Pfarrkirche Linz-St. Leopold
- 1969–1971 Pfarrkirche Sierninghofen-Neuzeug (gemeinsam mit Othmar Kainz)
- 1974 Zentrale der Raiffeisenlandesbank Oberösterreich, Linz (gemeinsam mit Erich Scheichl und Franz Treml)
- 1976–1978 Pfarrkirche Linz-Guter Hirte (gemeinsam mit Othmar Kainz)
- 1977–1980 Diözesanhaus Linz, Kapuzinerstraße (gemeinsam mit Erich Scheichl und Franz Treml)
- 1979–1980 Neue Stadtpfarrkirche Leonding (gemeinsam mit Roland Rainer)
- 1980 Neue Pfarrkirche Pasching
- 1982–1983 Neue Pfarrkirche Hagenberg im Mühlkreis
- 1983–1984 Wallfahrtskirche Maria Schnee am Hiltschnerberg
- 1989 Pfarrkirche Traun-Oedt (gemeinsam mit Othmar Kainz)
- Krippensteinkapelle
- Christophoruskapelle Feuerkogel